# Puitkogel
Le Puitkogel est une montagne qui s’élève à 3 343 m d’altitude dans les Alpes de l'Ötztal, en Autriche.